# Risque opérationnel (établissement financier)
Le risque opérationnel pour les établissements financiers (banque et assurance) est le risque de pertes directes ou indirectes dues à une inadéquation ou à une défaillance des procédures de l'établissement (analyse ou contrôle absent ou incomplet, procédure non sécurisée), de son personnel (erreur, malveillance et fraude), des systèmes internes (panne de l'informatique…), des risques externes (inondation, incendie…) ou émergents. Dans le cadre du dispositif Bâle II, la définition du risque opérationnel, les procédures à mettre en place pour le limiter et les méthodes de quantification ont été normalisées. L'objectif de ce dispositif, mis en place dans les banques européennes en 2008, est d'éviter le risque systémique.
Les risques opérationnels ont pris une importance considérable dans le contexte bancaire né de la dérégulation, de l'imbrication croissante des acteurs du monde financier, de l'augmentation des capitaux manipulés et de la sophistication des produits comme l'ont montré les affaires Barings et Société Générale.
Dans le cadre du dispositif Bâle II ont été définies les bonnes pratiques à mettre en place par chaque établissement financier. Le régulateur financier national est chargé de les évaluer et de les contrôler. Les établissements financiers peuvent opter pour un dispositif d'évaluation de ces risques plus ou moins sophistiqué. Depuis la réforme Bâle II, le risque opérationnel entre dans le calcul des fonds propres réglementaires de l'établissement bancaire avec une incidence proportionnelle à la qualité de ses procédures et de son dispositif de suivi et d'évaluation.
Des mesures similaires à celles mises en œuvre dans le cadre de Bâle II sont en cours de définition pour les compagnies d'assurance dans le cadre de la réglementation Solvabilité II.

## Définition du risque opérationnel
Le régulateur du dispositif Bâle II définit le risque opérationnel comme celui de pertes directes ou indirectes dues à une inadéquation ou à une défaillance des procédures, du personnel et des systèmes internes. Cette définition inclut le risque juridique; toutefois, le risque de réputation (risque de perte résultant d'une atteinte à la réputation de l'institution bancaire) et le risque stratégique (risque de perte résultant d'une mauvaise décision stratégique) n'y sont pas inclus.
Cette définition recouvre notamment les erreurs humaines, les fraudes et malveillances, les défaillances des systèmes d'information, les problèmes liés à la gestion du personnel, les litiges commerciaux, les accidents, incendies, inondations.
Le Comité de Bâle a retenu une classification qui institue sept catégories d'évènements liés à ce risque :
1. Fraude interne : par exemple, informations inexactes sur les positions, falsifications, vol commis par un employé et délit d’initié d’un employé opérant pour son propre compte ;
2. Fraude externe : par exemple, braquage, faux en écriture et dommages dus au piratage informatique ;
3. Pratiques en matière d'emploi et sécurité sur le lieu de travail : par exemple, demandes d’indemnisation de travailleurs, violation des règles de santé et de sécurité des employés, activités syndicales, plaintes pour discrimination et responsabilité civile en général ;
4. Clients, produits et pratiques commerciales : par exemple, violation de l’obligation fiduciaire, utilisation frauduleuse d’informations confidentielles sur la clientèle, opérations boursières malhonnêtes pour le compte de la banque, blanchiment d’argent et vente de produits non autorisés ;
5. Dommages aux actifs corporels : par exemple, actes de terrorisme, vandalisme, séismes, incendies et inondations ;
6. Dysfonctionnement de l'activité et des systèmes : par exemple, pannes de matériel et de logiciel informatiques, problèmes de télécommunications et pannes d’électricité ;
7. Exécution, livraison et gestion des processus : par exemple, erreur d’enregistrement des données, défaillances dans la gestion des sûretés, lacunes dans la documentation juridique, erreur d’accès aux comptes de la clientèle et défaillances des fournisseurs ou conflits avec eux.

## Enjeux des risques opérationnels
Depuis le milieu de la dernière décennie, les connaissances en matière de risques de crédit et de risques de marché ont alimenté un large débat et ont fait l'objet de très nombreux travaux de recherche. Normalement, ces travaux auraient dû contribuer à des progrès significatifs dans l'identification, la mesure et la gestion des risques au sein du système bancaire. Néanmoins, on ne peut éviter de s'interroger sur l'impact effectif de ces contributions, au vu d'événements récents qui ont exercé une influence déterminante sur la crise financière de 2008 : d'une part, la crise des subprimes, d'autre part, les pratiques des agences de notation financière dont l'intervention est déterminante dans le processus de maîtrise des risques de crédit.
Cela étant, au cours de la même période, l'évolution des marchés financiers, caractérisée notamment par la globalisation des activités bancaires et par leur dérégulation, a rendu ces activités — et donc les profils de risque correspondants — de plus en plus complexes.
Les régulateurs financiers se sont également rendu compte que les risques devenaient de plus en plus difficiles à identifier du fait qu'ils étaient présents à tous les niveaux d'une organisation, de plus en plus difficiles à mesurer de par la conjonction de pertes directes et de pertes indirectes beaucoup plus délicates à quantifier, et de plus en plus difficiles à gérer de par l'organisation de plus en plus transverse des métiers de la banque et de par les difficultés à bien maitriser les limites de leurs périmètres.
C'est en partie pour ces raisons que tant les régulateurs que les institutions bancaires ont mis en place des moyens pour identifier, mesurer et contrôler les risques opérationnels : des événements comme ceux qui se sont produits à New York en septembre 2001, ou encore la série de fraudes survenues dans des institutions bancaires (Société Générale, Barings, pour ne citer que les plus médiatisées), démontrent bien que la gestion des risques bancaires va bien au-delà des domaines des risques de crédit ou des risques de marché, et nécessite la prise en compte des risques opérationnels.

## Contexte de la régulation des risques opérationnels propre au dispositif Bâle II
Pour la détermination des fonds propres réglementaires, qui constitue un des éléments clés de tout système de régulation bancaire, le dispositif Bâle II établit de nouvelles règles qui prennent mieux en compte la réalité économique, en affinant l'évaluation du profil de risque des institutions bancaires et en y intégrant des systèmes de mitigation des risques. Cette nouvelle régulation permet aux banques qui répondent à certaines conditions de réduire leurs exigences de fonds propres réglementaires, sous réserve d'être capables de démontrer une organisation interne efficiente dans la gestion de leurs risques.
Pour affiner la gestion et la maîtrise des risques, le ratio McDonough, remplaçant le précédent ratio Cooke, impose aux banques d'affecter une partie de leurs fonds propres à la couverture de leurs risques de crédit, de leurs risques de marché et − nouveauté du ratio McDonough − de leurs risques opérationnels.
Pour évaluer l'exposition d'un établissement bancaire aux risques opérationnels, le Comité de Bâle propose trois approches par ordre croissant de complexité et de sensibilité au risque :
- une approche de base (Basic Indicator Approach BIA), consistant en un calcul forfaitaire (α = 15 %) des exigences de capital réglementaire (KBIA), sur la base du produit net bancaire (PNB) moyen des trois derniers exercices : KBIA = α * PNB ;
- une approche standard (Standardised Approach STA), consistant, pour chaque ligne de métiers de la banque, en un calcul forfaitaire (β = 12 % à 18 %, selon les huit lignes définies)  des exigences de capital réglementaire (KSTA), sur la base du PNB moyen enregistré sur ces lignes de métier au cours des trois derniers exercices : KSTA = Σ (β¹-⁸ * PNB¹-⁸) ;
- une approche avancée (Advanced Measurement Approach AMA), consistant en un calcul des exigences de capital réglementaire (KAMA) s'appuyant sur le(s) modèle(s) interne(s) de mesure des risques opérationnels développé(s) par la banque et validé(s) par l'autorité de contrôle.

Même si le calcul des exigences de capitaux réglementaires est relativement simple dans les deux premières approches (approche de base et approche standard), le coefficient de pondération étant fixé par l'autorité de contrôle, l'utilisation de l'approche standard ou à fortiori celle de l'approche avancée est soumise à une acceptation de l'autorité de contrôle, elle-même conditionnée par le respect de certains critères d'éligibilité :
« Comme pour le risque de crédit, plus les outils de gestion sont performants, donc plus l'approche est sophistiquée, moins grande sera l'exigence de fonds propres. Lorsque les conditions requises pour l'usage d'une méthode sont réunies, la banque est encouragée à l'utiliser. Une banque internationale active, et les banques ayant des risques opérationnels significatifs, sont supposées utiliser une approche plus sophistiquée que l'approche de base. Une combinaison des trois méthodes [approche de base, approche standard et approche avancée] est même possible en fonction des activités, sous certaines conditions. »
L'une des nouveautés du dispositif Bâle II en matière de risques opérationnels est donc d'inciter les institutions bancaires à améliorer la gestion de leurs risques opérationnels, cette dernière étant encadrée par des exigences organisationnelles spécifiques à chacune des trois approches : plus l'organisation de la banque est complexe et sophistiquée, à travers des systèmes et des pratiques plus sensibles aux risques, plus l'approche proposée par le régulateur permet d'espérer une réduction du capital réglementaire.

## Les bonnes pratiques en matière de risques opérationnels
L’ensemble du dispositif Bâle II a été conçu pour inciter à évoluer progressivement vers la méthode avancée, celle-ci étant en principe moins consommatrice en fonds propres réglementaires. Cette économie de fonds propres trouve sa contrepartie dans la mise en œuvre d’une organisation spécifique visant à un meilleur contrôle des risques opérationnels et, en définitive, à la réduction des pertes. C’est probablement la raison pour laquelle le régulateur a lui-même défini un code de saines pratiques à utiliser par les banques et leurs superviseurs.

### Les principes de bonnes pratiques
Partant du principe fixé par le régulateur selon lequel un risque est correctement maîtrisé s’il est identifié, mesuré, évalué et géré, les trois approches ont pour objet de quantifier le risque opérationnel avec une sensibilité variable et donc, pour le couple superviseur / banquier, de contribuer à une meilleure surveillance prudentielle de ce dernier. Parallèlement à ces outils de mesure, le régulateur a développé dix principes de bonnes pratiques nécessaires à la maîtrise des risques opérationnels, rappelant par là l’importance tant de l’implication de l’organe exécutif dans la mise en place d’un tel système, que de l’identification des risques opérationnels, notamment au travers d’une cartographie de ces derniers.

#### Élaboration d’un environnement adéquat pour la gestion du risque[opérationnel]
- Principe 1 – Le conseil d’administration [de l’institution bancaire] devrait considérer les principaux aspects du risque opérationnel de la banque comme une catégorie distincte de risque à gérer, et il devrait approuver et réexaminer périodiquement le dispositif de gestion de ce risque. Ce dispositif devrait fournir une définition du risque opérationnel valable pour la banque tout entière et poser les principes servant à identifier, évaluer, suivre et maîtriser/atténuer ce risque.
- Principe 2 – Le conseil d’administration devrait garantir que le dispositif de gestion du risque opérationnel de la banque est soumis à un audit interne efficace et complet, effectué par un personnel fonctionnellement indépendant, doté d’une formation appropriée et compétent. La fonction d’audit interne ne devrait pas être directement responsable de la gestion du risque opérationnel.
- Principe 3 – La direction générale devrait avoir pour mission de mettre en œuvre le dispositif de gestion du risque opérationnel approuvé par le conseil d’administration. Ce dispositif devrait être appliqué de façon cohérente dans l’ensemble de l’organisation bancaire, et les membres du personnel, à tous les niveaux, devraient bien comprendre leurs responsabilités dans la gestion du risque opérationnel. La direction générale devrait aussi être chargée d’élaborer des politiques, processus et procédures de gestion du risque opérationnel pour tous les produits, activités, processus et systèmes importants.

#### Gestion du risque: identification, évaluation, suivi et maîtrise/atténuation du risque[opérationnel]
- Principe 4 – Les banques devraient identifier et évaluer le risque opérationnel inhérent à tous les produits, activités, processus et systèmes importants. Elles devraient aussi, avant de lancer ou d’exploiter des produits, activités, processus et systèmes nouveaux, soumettre à une procédure adéquate d’évaluation le risque opérationnel qui leur est inhérent.
- Principe 5 – Les banques devraient mettre en œuvre un processus de suivi régulier des profils de risque opérationnel et des expositions importantes à des pertes. Les informations utiles à une gestion dynamique du risque opérationnel devraient être régulièrement communiquées à la direction générale et au conseil d’administration.
- Principe 6 – Les banques devraient adopter des politiques, processus et procédures pour maîtriser et/ou atténuer les sources importantes de risque opérationnel. Elles devraient réexaminer périodiquement leurs stratégies de limitation et de maîtrise du risque et ajuster leur profil de risque opérationnel en conséquence par l’utilisation de stratégies appropriées, compte tenu de leur appétit pour le risque et de leur profil de risque globaux.
- Principe 7 – Les banques devraient mettre en place des plans de secours et de continuité d’exploitation pour garantir un fonctionnement sans interruption et limiter les pertes en cas de perturbation grave de l’activité.

#### Rôle des superviseurs
- Principe 8 – Les autorités de contrôle bancaire devraient exiger que toutes les banques, quelle que soit leur taille, aient mis en place un dispositif efficace pour identifier, évaluer, suivre et maîtriser/atténuer les risques opérationnels importants, dans le cadre d’une approche globale de la gestion du risque.
- Principe 9 – Les superviseurs devraient procéder régulièrement, de manière directe ou indirecte, à une évaluation indépendante des politiques, procédures et pratiques des banques en matière de risque opérationnel. Les superviseurs devraient veiller à ce qu’il existe des  mécanismes appropriés leur permettant de se tenir informés de l’évolution dans les banques.

#### Rôle de la communication financière
- Principe 10 – La communication financière des banques devrait être suffisamment étoffée pour permettre aux intervenants du marché d’évaluer leur méthodologie de gestion du risque opérationnel.

### Les enjeux organisationnels de mise en œuvre des principes de bonnes pratiques
La mise en œuvre de la méthode de base ne requiert aucune exigence organisationnelle particulière.
Si les structures des deux autres approches (standard et AMA) sont assez différentes, en raison principalement de la présence ou non d’une entité destinée spécifiquement à la gestion des risques opérationnels, leurs modalités de mise en œuvre devraient théoriquement être assez proches dans la mesure où, quelle que soit l’approche, ces modalités s’appuient d’une part sur un modèle de traitement, d’autre part sur des fonctionnalités relativement standardisées pour l’ensemble des banques :

#### Le modèle de traitement des risques opérationnels
Le modèle de traitement des risques opérationnels comporte quatre sous-processus clés nécessaires à l’élaboration d’un système de gestion adéquat : 
- l'identification du risque ;
- l'évaluation du risque ;
- le suivi du risque ;
- la maîtrise / atténuation du risque.

##### Identification
L’identification des risques opérationnels requiert de la banque qu’elle définisse quels sont les facteurs inhérents aux risques opérationnels et leurs dimensions multiples (codification, aspect interne / externe, fréquence, appartenance, gravité, type de perte, activité(s) concernée(s), processus / fonctions concernées, données et systèmes impliqués, etc.). La mise en œuvre de ce premier sous-processus d’identification, dans le cadre du dispositif Bâle II, se heurte tout d’abord au problème d’une définition interne des risques opérationnels qui soit cohérente et compatible avec celle retenue par le dispositif lui-même, et ensuite à celui de leur identification : en effet, si les pertes opérationnelles, qui matérialisent l’occurrence des risques opérationnels, étaient jusqu’à présent identifiées et contrôlées par les départements de contrôle interne ou d’audit interne, elles deviennent dans le nouveau dispositif la responsabilité des responsables opérationnels dans tous les secteurs de la banque. La mise en œuvre de ce premier sous-processus d’identification risque d’être influencée par le contexte dans lequel fonctionne la banque (« principles based » versus « rules based »), d’autant que certains vont jusqu’à identifier le risque opérationnel comme tout risque financier autre que risque de crédit ou risque de marché. Deuxième difficulté : une perte étant intrinsèquement mesurée en faisant usage de règles comptables, en raison de son impact sur la situation financière de la banque, l’application de ces règles comptables peut donner lieu à des interprétations divergentes. Particulièrement difficile s’avère l’évaluation de certains impacts (perte de marge brute, pertes de clientèle, par exemple).

##### Évaluation
Jusqu’à présent, pour évaluer les montants des risques, les experts en matière de gestion des risques ont principalement développé leur savoir-faire dans le domaine des risques de crédit et des risques de marché, en mettant l’accent sur l’application de méthodes quantitatives et statistiques de modélisation et de simulation. Il était donc naturel que ces mêmes experts, tant au sein des banques que chez les autorités de contrôle, aient eu tendance à appliquer ces techniques éprouvées pour l’évaluation des risques opérationnels. Ainsi pourrait s’expliquer en partie la présence dans l’approche AMA de critères comparables à ceux de l’approche IRB utilisée pour les risques de crédit. Plus fondamentalement, l’application de méthodes statistiques de modélisation pour l’évaluation des risques opérationnels a fait l’objet de sévères critiques, notamment dans le monde académique. Ainsi a-t-on fait valoir que certaines caractéristiques des données des pertes opérationnelles (distributions atypiques des montants de pertes extrêmes, événements de pertes irréguliers, fréquence et sévérité des pertes non stationnaires, existence ou non de pertes répétitives) n’étaient pas cohérentes avec les postulats de modélisation. À cette première objection s’ajouterait celle d’un manque certain de données, et surtout de données cohérentes. Enfin nombreux sont ceux à souligner les difficultés à modéliser les événements à fréquence faible et à fort impact : trois types de modèles sont préconisés dans le cadre de l’approche AMA (méthode Internal Measurement Approach (IMA), méthode Loss Distribution Approach (LDA), méthode Scorecard). Certains considèrent que l’IMA a été conçue comme une version simplifiée, praticable et standardisée d’une approche actuarielle de type LDA, plus complète et plus satisfaisante, mais plus compliquée à mettre en œuvre. Ce serait sous la pression de certaines banques, notamment anglo-saxonnes, de l’IIF que la méthode Scorecard aurait été intégrée au dispositif Bâle II. C’est en raison de ces critiques que se sont développées d’autres méthodes plus dynamiques visant à gérer les risques opérationnels à travers un contrôle plus global des processus dans lesquels ces risques sont potentiellement présents. Cela implique une simulation du fonctionnement de toute la chaîne des processus, basée à la fois sur des scénarios réels et une réalité virtuelle, permettant théoriquement d’anticiper tous les éléments relatifs à un processus spécifique, mais également toutes les implications et interrelations. Cette méthode des scénarios est de plus en plus utilisée (¾ des banques sondées dans l’enquête PRMIA 2006 contre 50 % dans la même enquête 2005) : elle part du principe que les risques opérationnels associés à un processus ne peuvent être évalués séparément de l’organisation dans laquelle ce processus fonctionne ; c’est dans l’interaction d’un processus avec son environnement que se trouvent les éléments clés d’appréciation des risques opérationnels. Pour bien identifier les corrélations entre les processus et les événements de pertes, la difficulté est de bien isoler ces processus les uns des autres afin d’évaluer correctement leur part de contribution dans une perte en particulier. Cela étant, cette méthode comporte encore des domaines d’incertitude, par exemple le choix des hypothèses sous-jacentes aux scénarios majeurs (hypothèses de place), l’évaluation de certains scénarios extrêmes (grippe aviaire, par exemple), ou encore les traitements concernant les assurances.

##### Suivi
Le suivi des risques opérationnels au moyen d’indicateurs adéquats (indicateurs d’alerte, indicateurs de risque avéré et indicateurs de pertes) est le troisième processus-clé d’un système de gestion de cette catégorie de risques. À ce stade se pose le problème de la consolidation des indicateurs, que l’on peut aborder au moyen de deux approches : bottom-up ou top-down. Dans l’approche bottom-up, les indicateurs clés des risques opérationnels sont définis et mesurés aux niveaux inférieurs, là où l’appréciation individuelle des managers exercera un levier maximum sur le suivi des risques opérationnels, pour être ensuite consolidés progressivement jusqu’à un niveau central. Dans l’approche top-down, c’est en fonction de la vision stratégique globale, de la rentabilité globale des opérations que l’allocation de capital réglementaire aux différentes activités sera décidée par les organes exécutifs en fonction de leurs risques opérationnels. Dans ce contexte, les décisions prises aux niveaux supérieurs de la hiérarchie seront répercutées et traduites en plans d’actions suivis et maîtrisés par les managers au moyen d’indicateurs adéquats.

##### Maîtrise et atténuation
La maîtrise et l’atténuation du risque constituent probablement le sous-processus le plus complexe de cet ensemble, car de lui va dépendre la capacité de la banque à se doter de moyens de prévenir les risques en identifiant les leviers d’action adéquats pour anticiper certains événements ou minimiser leur impact en cas de survenance. Ce sous-processus est particulièrement complexe à gérer car il s’appuie simultanément sur deux fonctions qui interagissent l’une sur l’autre :
- d’une part, la fonction qui conduit à fixer le niveau maximum de risque opérationnel accepté. Cela suppose de fixer des limites, limites globales ou limites par type de risque opérationnel. Mais cela requiert surtout une évaluation comparative de la rentabilité attendue  en contrepartie des risques pris : cette évaluation est souvent complexe à mettre en œuvre lorsqu’il s’agit de risques opérationnels à fort impact potentiel ou de risques opérationnels difficiles à objectiver (risques humains[7], par exemple) et à chiffrer car elle va dépendre de choix opérés dans la deuxième fonction en matière de couverture de ces risques opérationnels.
- d’autre part, la fonction qui conduit à opérer un choix entre les différents modes de couverture (interne, externe via l’assurance ou l'externalisation), et à le traduire en plans d’actions précisant les mesures retenues, les responsabilités dans la mise en place et les délais de réalisation. C’est ainsi que les PCA (plans de continuité des activités) devraient logiquement être intégrés dans ce sous-processus ; or, on constate dans la pratique que peu de banques ont regroupé la gestion des risques opérationnels et celle des PCA dans une même entité ; malgré cela, une coordination commence à se mettre en place entre ces deux démarches

#### Des fonctionnalités relativement standardisées
Les deux principales fonctionnalités applicatives à mettre en œuvre pour maitriser un système de gestion des risques opérationnels sont d’une part la détermination du profil des risques opérationnels de la banque, d’autre part la mise en place d’un dispositif de collecte d’événements de risque.
- La détermination du profil des risques opérationnels d’une banque correspond à l’identification, à chaque niveau de son organisation, des processus supportant des risques opérationnels, à la formulation de ces risques et à leur notation (probabilité d’occurrence et perte) : c’est la phase de cartographie des risques opérationnels. Cette phase est une étape clé car elle va conduire à déterminer, avec plus ou moins de sensibilité, quelle est la nature des incidents qui seront collectés et donc suivis par la suite. C’est elle qui permettra également de définir une nomenclature des risques opérationnels valable pour l’ensemble de l’organisation, cadre indispensable à une collecte efficace et homogène des incidents. La cartographie des risques est donc la formalisation du travail d’identification des risques opérationnels. Cet exercice intègre théoriquement les phases suivantes : décomposition en activités des processus supportant des risques opérationnels; pour chaque activité, recensement des risques associés;pour chaque risque, évaluation des pertes et des probabilités d’occurrence; constitution d’une matrice des risques sur les axes fréquence et importance des pertes; enfin, sélection, à partir de la matrice, des risques significatifs (ceux que la banque décide de recueillir dans le dispositif de collecte).
- Pour légitimer l’emploi des méthodes standard ou avancées, la banque doit parallèlement s’être dotée au préalable d’un dispositif de collecte des incidents accessible par toutes ses entités, et d’une base de données dédiée pour stocker les incidents, et ce en vue de posséder un historique de pertes conforme aux exigences du régulateur. Les procédures de contrôle et de validation des incidents notifiés dans la base de données s’appuient en général sur des workflows, outils qui permettent aux managers de visualiser l’origine des incidents, de contrôler la pertinence des informations remontées par la base et d’être averti en temps réel des événements intervenus dans leur service, pour rapidement mettre en place des actions correctives. Par ailleurs, des outils d’analyse (de type datamining) et de restitution peuvent être mis en œuvre, afin de compléter la définition précise du profil de risques opérationnels de la banque.

Cela étant, pour assurer la couverture de leurs risques opérationnels, les banques font habituellement appel à des modèles d’allocation, les deux approches les plus utilisées étant l’approche bottom-up et l’approche top-down, ou encore une combinaison des deux. Le principe de l’approche bottom-up est de calculer le besoin en capital réglementaire au niveau le plus fin, par exemple au niveau d’une catégorie d’opérations, et de consolider ensuite ces besoins à des niveaux de plus en plus centralisés jusqu’à l’ensemble de la ligne métier à laquelle seront alloués les fonds propres correspondants. À l’inverse, le principe de l’approche top-down consiste à désagréger une information mesurée sur la totalité des risques opérationnels de la banque et d’allouer ensuite ces fonds propres à des niveaux de plus en plus décentralisés.

### La complexité des problèmes de mise en œuvre
Malgré la simplicité de ces deux enjeux (modèle de processement et fonctionnalités d’application), il s’avère que, dans la pratique, la mise en œuvre des différentes approches a soulevé et soulève encore de nombreuses divergences dont la complexité est progressivement apparue à l’occasion des nombreuses missions d’enquête menées tant en France par la Commission Bancaire qu’à l’étranger par les autorités ou organismes compétents.
- Complexité liée à la nature même des risques opérationnels : contrairement aux autres catégories de risques (risques de crédit, risques de marché), les risques opérationnels concernent de manière transversale toutes les activités et tous les secteurs de la banque ; alors que les données disponibles pour les autres catégories de risques sont relativement normées et communément acceptées, celles qui concernent les risques opérationnels dépendent de chaque banque prise séparément. C’est vraisemblablement pour cette raison que la cartographie des risques est très variable (nombre d’événements de risque compris entre 100 et plus de 2000[8]), chaque banque ayant sa propre vision quant au juste équilibre entre granularité et pertinence des événements de risque considérés. Enfin la substance même des risques opérationnels est extrêmement volatile puisque, idéalement, une grande partie d’entre eux pourrait être réduite à néant dès lors même que leur identification devrait conduire à en éliminer la cause.
- Complexité liée à la gouvernance du système : si l’implication des organes exécutifs des groupes bancaires dans la mise en œuvre du dispositif de gestion du risque opérationnel au sein des métiers semble active, par contre rares sont ceux qui disposent de documentation formelle, posant les principes et les modalités de mise en œuvre de la politique en matière de risques opérationnels, telle qu’elle a été arrêtée par ces organes exécutifs. Ces derniers semblent toutefois avoir bien compris la nécessité d’appuyer la fonction de gestion des risques opérationnels sur des gestionnaires de risques présents au sein même des différents métiers et fonctions, c’est-à-dire sur ceux qui sont proches des risques du terrain et ont une connaissance approfondie des activités. C’est ainsi que la majorité des banques ayant répondu à l’enquête PRMIA 2006 indiquent avoir mis en place un système de gestion des risques opérationnels, couvrant essentiellement les bases de données incidents, la cartographie des risques, la mise en œuvre de scénarios et le calcul d’indicateurs d’alerte.

« Par ailleurs, l’allocation de fonds propres au titre des seuls risques opérationnels demeure rare. Les grands groupes bancaires ayant opté majoritairement pour une approche AMA envisagent un calcul de fonds propres pour l’ensemble du groupe bancaire et une allocation de ces derniers aux différentes entités selon une clé d’allocation et un processus comme celui décrit ci-dessous.
Rares sont les groupes qui envisagent de calculer des exigences au niveau d’une ou de plusieurs de leurs filiales, bien que les principes édictés par le Comité de Bâle relatifs à la reconnaissance transfrontière d’une approche AMA imposent un tel calcul pour les filiales significatives d’un groupe. »

- Complexité liée aux choix organisationnels. Selon une enquête réalisée en France[8], si la totalité des banques interrogées, même de taille moyenne, ont adopté une fonction destinée à la gestion des risques opérationnels, il semble que deux types d’organisation prévalent actuellement : soit – et c’est le cas très largement le plus fréquent – cette fonction, le plus souvent organisée de manière hiérarchique depuis les lignes de métiers ou les implantations géographiques jusqu’à une position centrale, est intégrée à une Direction des Risques, soit elle est couplée à une autre fonction (contrôle de gestion, audit interne, par exemple). Dans l’un et l’autre cas, on observe des difficultés pratiques pour délimiter la frontière entre l’audit interne de la qualité du dispositif de gestion des risques opérationnels et les fonctions de gestion et de contrôle de ces mêmes risques.
- Complexité liée à l’exploitation des données : si l’on prend pour référence l’approche AMA qui invite les banques à utiliser quatre types de données (donnés de pertes internes, données de pertes externes, analyses de scénarios d’événements potentiels et analyses des facteurs d’environnement et de contrôle interne), on constate que certaines banques ont développé un modèle essentiellement statistique de calcul de fonds propres réglementaires, en s’appuyant sur des données de pertes internes et externes, et en utilisant des modèles de type Valeur en Risque (VaR, avec horizon à un an et intervalle de confiance de 99,9 %).

« L’utilisation de données historiques internes relève en général d’une approche de type top-down, où les risques opérationnels sont d’abord identifiés et mesurés sur une base consolidée à partir de leurs pertes potentielles, et où les fonds propres sont ensuite alloués aux différentes lignes de métier. La sensibilisation croissante à cette modélisation statistique des risques opérationnels s’est heurtée pendant un temps à l’insuffisance des historiques de données internes et à des problèmes pratiques, en particulier relatifs au niveau à partir duquel toute perte doit être collectée et à la façon dont celle-ci doit être capturée aux fins d’assurer une remontée correcte des données recherchées (collecte automatique ou déclarative) et une distribution crédible des pertes. Cependant, des progrès importants ont été réalisés dans ce domaine, notamment en raison de règles de collecte et de mesure qui s’harmonisent progressivement entre banques, et aussi du fait que le recours à des données externes a été facilité grâce à la maturité des bases consortiales (ORX devenant la référence). D’où une méfiance certaine à l’égard de la seule utilisation de ces données historiques qui justifie le recours à des données externes. »

« L’utilisation de données externes soulève également des interrogations concernant la correction nécessaire de biais statistiques et l’adaptation des données externes à la situation interne de la banque (problèmes de scaling). »

« D’autres banques construisent leur modèle de mesure en privilégiant davantage des données prospectives, de type analyses de scénarios et/ou indicateurs de risque. Dans ce cas, l’approche se veut bottom-up, les risques étant cartographiés au niveau de chaque ligne de métier à partir des causes, puis mesurés sur la base de fréquences et de sévérités de pertes estimées par les experts de chaque métier et/ou d’indicateurs de performance, de contrôle et de risque. Bien que les analyses de scénarios soient considérées comme un élément important de la diffusion d’une culture du risque opérationnel, du fait qu’elles s’appuient sur l’expertise des gestionnaires au sein des métiers, elles nécessitent en général de sérieuses précautions avant d’être totalement opérationnelles : en effet, ces analyses doivent être suffisamment structurées et cohérentes pour que les quantifications subjectives des risques opérationnels au niveau des métiers puissent alimenter correctement le modèle de calcul des fonds propres au niveau consolidé. Aussi certaines banques réservent-elles ce type d’analyse aux seuls événements à faible probabilité et à forte sinistralité. »

« D’autres banques utilisent ou s’orientent vers une méthode de scorecard (indicateurs de risque ou de performance, fondés en partie sur l’utilisation de critères qualitatifs) permettant notamment d’effectuer des allocations de fonds propres réglementaires entre lignes de métiers ou entre implantations géographiques en fonction de leur capacité à maîtriser les risques opérationnels. Outre son aspect plus synthétique, cette méthode apporte un double avantage : elle introduit d’abord une dimension prospective qui s’inscrit dans une gestion active de prévention des risques opérationnels ; elle facilite ensuite le reporting aux organes exécutifs en fournissant, au moyen de tableaux de bord des performances locales, un état de progrès par rapport à la stratégie définie par ces organes pour assurer la maîtrise des risques opérationnels. En pratique, l’identification des indicateurs de risque s’effectue à partir des risques identifiés lors de la cartographie et par rapport à des indicateurs existants (indicateurs de qualité, de performance…). Sont ensuite sélectionnés des indicateurs clés de risques (KRI) susceptibles de faciliter la prise de décision. Parmi les difficultés rencontrées dans la mise en place de cette méthode figure notamment l’interprétation qu’il convient de donner aux indicateurs (par exemple ceux liés aux ressources humaines), la définition de niveaux d’alertes cohérents avec la politique générale de gestion des risques opérationnels ainsi que les modalités d’agrégation des indicateurs. »

« De l’avis du régulateur lui-même, les banques [ont la volonté] d’adopter une approche plus pragmatique en termes de risque opérationnel en rééquilibrant le dispositif vers la gestion des risques plutôt que vers leur seule mesure. L’utilisation de données prospectives suppose une prise en compte des changements intervenus ou à venir dans la gestion des risques opérationnels et/ou dans les activités des établissements et donc une forte implication des gestionnaires de risque au niveau des métiers. Mais si l’utilisation de facteurs qualitatifs de type scorecards bénéficie d’une certaine expérience, notamment aux fins de l’allocation des fonds propres entre les différentes entités d’un groupe, la traduction quantitative de ces facteurs demeure problématique et n’apparaît pas véritablement stabilisée. Cette traduction quantitative est d’autant plus délicate lorsque les analyses de scénarios et les appréciations à dire d’experts ne s’inscrivent pas dans une démarche bien structurée et homogène au sein du groupe. Il est donc d’autant plus nécessaire que les établissements développent des questionnaires précis adressés aux experts des métiers ainsi que des indicateurs de risque pertinents et observables sur une base régulière, susceptibles de limiter le caractère subjectif voire parfois politique du processus de quantification. »

Enfin la mise en œuvre d’un dispositif efficace de mesure et de gestion du risque opérationnel, quelles que soient les modalités d’analyse des données, requiert un système d’information adéquat. C’est là probablement un des domaines où les banques ont encore d’importants progrès à accomplir, ce qui n’est probablement pas étranger au fait que la direction des systèmes d’information n’est pas souvent représentée au sein des banques dans les comités de gestion des risques opérationnels. L’adaptation des systèmes d’information aux exigences spécifiques du processement des risques opérationnels a donc amené les banques à faire le choix entre le lancement d’un projet entièrement nouveau ou à la réalisation d’extensions destinées à collecter les données nécessaires. Dans le premier cas, il s’est agi de mettre en œuvre une procédure entièrement nouvelle de collecte systématique des pertes et, à cet effet, de conduire des missions de sensibilisation à tous les échelons de la banque. Dans le second cas, il s’est plutôt agi de reprendre et de retraiter au niveau des métiers des historiques de pertes existants.
Dans un environnement aussi complexe, il est clair que la définition du véritable profil de risque d’un grand groupe bancaire et la mise en place d’une politique efficace de réduction des pertes opérationnelles dans chaque entité relève d’un projet global, nécessitant un déploiement à grande échelle, et partant, une réelle gestion du changement.
Les enjeux de conduite du changement associés à Bâle II concernent notamment la diffusion d’une nouvelle culture de vigilance à propos des risques opérationnels, et la pérennisation de ce système.
Le premier enjeu consiste à diffuser une culture de vigilance à l’égard de ces risques dans chaque business unit de la banque. À ce titre, on peut parler de véritable acculturation des collaborateurs présente dans toutes les modalités de la mise en œuvre (cartographie des risques opérationnels, dispositif de collecte des incidents), le principal attribut de cet enjeu étant l’implication de chaque collaborateur de la banque.
Le second enjeu est d’éviter que le système de gestion des risques opérationnels ne devienne figé, et donc de faire en sorte qu’il puisse évoluer sous l’effet des actions correctives, des risques qui disparaissent, et des nouveaux risques qui apparaissent.
Globalement, l’enjeu du processement régulatoire des risques opérationnels n’est pas d’obtenir une certification du superviseur pour que la banque puisse utiliser telle ou telle approche proposée par le régulateur : il est de favoriser une amélioration durable de la maîtrise des risques opérationnels par la banque, en responsabilisant chacune des parties prenantes (régulateur, superviseur, collaborateur de la banque). C’est bien là où le dispositif acquiert un degré supplémentaire de complexité puisqu’en définitive, la réussite de la mise en œuvre du dispositif est tributaire non seulement des bonnes pratiques de la banque mais aussi de la flexibilité de la surveillance prudentielle exercée par le superviseur et de l’adaptabilité introduite dans le dispositif par le régulateur.

## La surveillance prudentielle des superviseurs
C’est principalement dans l’application de l’approche AMA que va s’exercer l’influence des superviseurs.
Pour ce qui concerne la France, la Commission Bancaire a opté pour une position « flexible » au cas par cas, c'est-à-dire banque par banque.
Pour cela, la Commission Bancaire prendra d’abord en compte la manière dont chaque banque aura proportionné son approche AMA avec son profil de risques opérationnels.
Cette autorité ne privilégiera aucune méthode plutôt qu’une autre, se réservant seulement d’apprécier la pertinence d’ensemble des méthodologies retenues par rapport au profil de risque.
La Commission Bancaire se voudrait étrangère à toute approche trop normative et figée, incompatible avec la dimension évolutive des techniques et méthodologies développées par les banques dans le domaine des risques opérationnels.
Pour ses démarches de validation, la Commission Bancaire exprime d’abord un souci de cohérence avec la surveillance prudentielle exercée par d’autres autorités de contrôle, en reprenant à son compte les principes de home-host supervision et les principes d’une approche hybride entre filiales significatives et autres filiales, tels qu’ils sont proposés dans le dispositif Bâle II. Elle précise ensuite les grandes lignes du contenu de sa démarche, en parfaite conformité avec le contenu du dispositif :
- évaluation par la Commission Bancaire de l’organisation de la fonction de gestion des risques opérationnels à l’intérieur de la banque ;
- évaluation de l’intégration du système de la gestion des risques opérationnels dans la gestion au quotidien des risques de la banque ;
- évaluation de la robustesse du système d’information et de la méthodologie développée par la banque ;
- enfin, l’évaluation de la gestion des risques à forte sinistralité fait l’objet d’un développement tout particulier de la part de la Commission Bancaire.

Finalement, c’est plus par sa logique d’intervention que par sa flexibilité que la surveillance prudentielle va subir un changement significatif : la vérification exhaustive des critères d’éligibilité, tant qualitatifs que quantitatifs, à l’AMA, ne s’inscrit donc pas dans une simple logique d’appréciation de la conformité réglementaire d’un modèle. Elle repose surtout sur une évaluation de la capacité des établissements à identifier, analyser, maîtriser et réduire (tant la fréquence que la sévérité des pertes) leurs risques opérationnels.